# استووی گریفن
استوارت گیلیگان "استووی" گریفن (به انگلیسی: Stewart Gilligan "Stewie" Griffin) یک شخصیت خیالی در مجموعه پویانمایی مرد خانواده می‌باشد. ست مک‌فارلن به جای این شخصیت صحبت می‌کند.

## ویژگی‌ها
یکی از ویژگی‌هایی که این شخصیت را خاص می‌کند، این است که او با این‌که یک سال بیشتر سن ندارد، اما می‌تواند صحبت کند و به اندازه یک انسان عاقل درک می‌کند. او با لهجه‌ای بریتانیایی صحبت می‌کند. او با مادرش لوییس دشمن است و می‌خواهد هر طور شده او را بکشد و به قول خودش «بر سلطهٔ لوییس روی خودش پایان بدهد». شاید بتوان گفت محبوب‌ترین شخصیت این مجموعه، استووی می‌باشد.
یکی از ویژگی‌های مرد خانواده این است که شخصیت‌های آن بزرگ نمی‌شوند و در طول همهٔ فصل‌ها، سن یکسانی دارند. به‌غیر از چند شخصیت که دو یا سه‌سال بزرگ‌تر می‌شوند. استووی هم از اول سریال بزرگ نشده و فقط یک‌بار جشن تولد یک سالگی‌اش در فصل یک برگزار شد.
در سال ۲۰۰۵ و در بین فصل‌های ۳ و ۴ مرد خانواده یک فیلم پخش کرد که محوریت آن استووی بود که می‌خواست که یک آدم خوب شود و نام این فیلم «استووی گریفین:داستان ناگفته» بود.
استووی همچنین دارای یک برادر ناتنی است که نامش «برتام» است که در یکی از قسمت‌های فصل ۴ به دنیا می‌آید. پدر هر‌دوی آن‌ها پیتر گریفین است ولی مادر برتام یک زن همجنسگرا است. در یکی از قسمت‌های فمیلی‌گای، استووی در آشپزخانه مشغول مطالعه قرآن است.